# Epibellowia septentrionalis
Epibellowia septentrionalis là một loài nhện trong họ Linyphiidae.
Loài này thuộc chi Epibellowia. Epibellowia septentrionalis được Ryoji Oi miêu tả năm 1960.